# 2008年塞爾維亞總統選舉
2008年塞爾維亞總統選舉分別於2008年1月20日及2月3日舉行，最終由鮑里斯·塔迪奇以51%的得票當選連任。